# Tiracola spectabilis
Tiracola spectabilis là một loài bướm đêm trong họ Noctuidae.